# Hydroxyde de béryllium
L'hydroxyde de béryllium est un composé chimique de formule Be(OH)2. Il présente l'aspect d'un gel incolore (forme α) ou de cristaux opalescents (forme β) et est, dans tous les cas, pratiquement insoluble dans l'eau. C'est cependant l'un des rares hydroxydes amphotères de métal alcalino-terreux, de sorte qu'il est soluble dans les acides et les bases, donnant respectivement le cation Be2+ et l'anion tétrahydroxydobéryllate [Be(OH)4]2−, comme avec l'acide sulfurique H2SO4 et l'hydroxyde de sodium NaOH respectivement :
Be(OH)2 + H2SO4 → BeSO4 + 2 H2O
2 NaOH(aq) + Be(OH)2 (s) → Na2Be(OH)4 (aq).
Il se décompose au-dessus de 400 °C en vapeur d'eau H2O et oxyde de béryllium BeO, ce dernier sous forme d'une poudre blanche soluble dans l'eau :
Be(OH)2 → BeO + H2O.
L'oxyde de béryllium obtenu si l'on chauffe à température plus élevée cesse d'être soluble dans l'eau.
On peut obtenir l'hydroxyde de béryllium en faisant précipiter une solution de sel de béryllium avec une solution d'ammoniac NH3 ou d'hydroxyde métallique :
Be2+ + 2 OH− → Be(OH)2.